# Амда Сейон I
Амда Сейон I — імператор Ефіопії з Соломонової династії.

## Життєпис
Успадкував трон від свого батька, негуса Ведема Арада. За часів його правління було посилено централізацію влади й розширено територію держави. Незважаючи на те, що початок його правління відзначився конфліктом з патріархами Ефіопської церкви, надалі Амда Сейон багато зробив для зміцнення положення християнства у державі, що після смерті був долучений до числа святих. Також заохочував розвиток культури, особливо — літератури.
У 1316–1317 роках Амда Сейон здійснив походи проти мусульманських султанатів Дамот і Хадія на півдні Ефіопії. Спочатку він завдав удару по Дамоту, значну частину населення якого імператор наказав переселити до інших регіонів країни, а потім — по Хадії. Незважаючи на те, що раніше контроль над султанатом Хадія був мінімальним, до 1332 року султанат цілковито інтегрувався до складу Ефіопії — настільки, що війська з її території були відряджені у похід проти султанату Іфат. Однак невдовзі Амано, правитель Хадії, що підкорився Амда Сейону та сплачував йому данину вирішив відокремитись від Ефіопії та навернувся до ісламу. Довідавшись про те, негус влаштував каральний похід до Хадії, під час якого загинула значна кількість місцевих жителів.
За кілька років після походів на південь імператор виступив з військом на північ з метою підкорення автономних територій центральній владі. 1329 року негус знову виступив на північ, до провінцій, значна частина населення яких прийняла юдаїзм. Амда Сейон значною мірою послабив вплив мусульманських держав уздовж узбережжя Червоного моря й на північ від тиграйських провінцій.
Близько 1320 року султан Єгипту Мухаммад I ан-Насір розпочав широко переслідувати єгипетських коптів-християн та руйнувати християнські церкви. Амда Сейон спочатку (1321–1322) відрядив до Каїра посольство, яке мало пригрозити репресіями щодо ефіопських мусульман, а також, у разі продовження утисків у Єгипті, відвести води Нілу в інше русло. Однак султан Мухаммад знехтував тими погрозами. Тоді ж правитель населеної мусульманами ефіопської провінції Іфат, готуючи повстання проти центральної влади, відрядив до Каїра свого агента, колишнього придворного Амда Сейона, який прийняв іслам, для координації дій з Єгиптом. Однак посланця перехопили люди імператора, допитали і стратили. Довідавшись про змову, Амда Сейон виступив у похід проти Іфату, узявши його столицю, і захопив велику здобич золотом, сріблом, бронзою, шкірами тощо. Імператор також здійснив низку походів проти інших васальних мусульманських територій, де час від часу вибухали заколоти, руйнував їхні міста й переселяв захоплене населення.
Імператор Амда Сейон I залишив по собі потужну державу й сильну армію, що панувала у північно-східній Африці до навали кочівників Ахмеда ібн Ібрагіма аль-Газі на Ефіопію у XVI столітті.